# Klakemulen
Klakemulen är ett berg i Antarktis. Det ligger i Östantarktis. Norge gör anspråk på området. Toppen på Klakemulen är 2 675 meter över havet, eller 598 meter över den omgivande terrängen. Bredden vid basen är 13,7 km.
Terrängen runt Klakemulen är kuperad söderut, men norrut är den bergig. Trakten är obefolkad. Det finns inga samhällen i närheten.